# 華盛頓鎮區 (阿肯色州夏普縣)
華盛頓鎮區（英語：Washington Township）是位於美國阿肯色州夏普縣的一個行政鎮區。

## 地方資料
華盛頓鎮區的面積為48.46平方千米，當中陸地面積為48.46平方千米，而水域面積為0.00平方千米。根據2010年美國人口普查的數據，當地共有人口221人，而人口密度為每平方千米4.56人。